# Neuffen (Adelsgeschlecht)

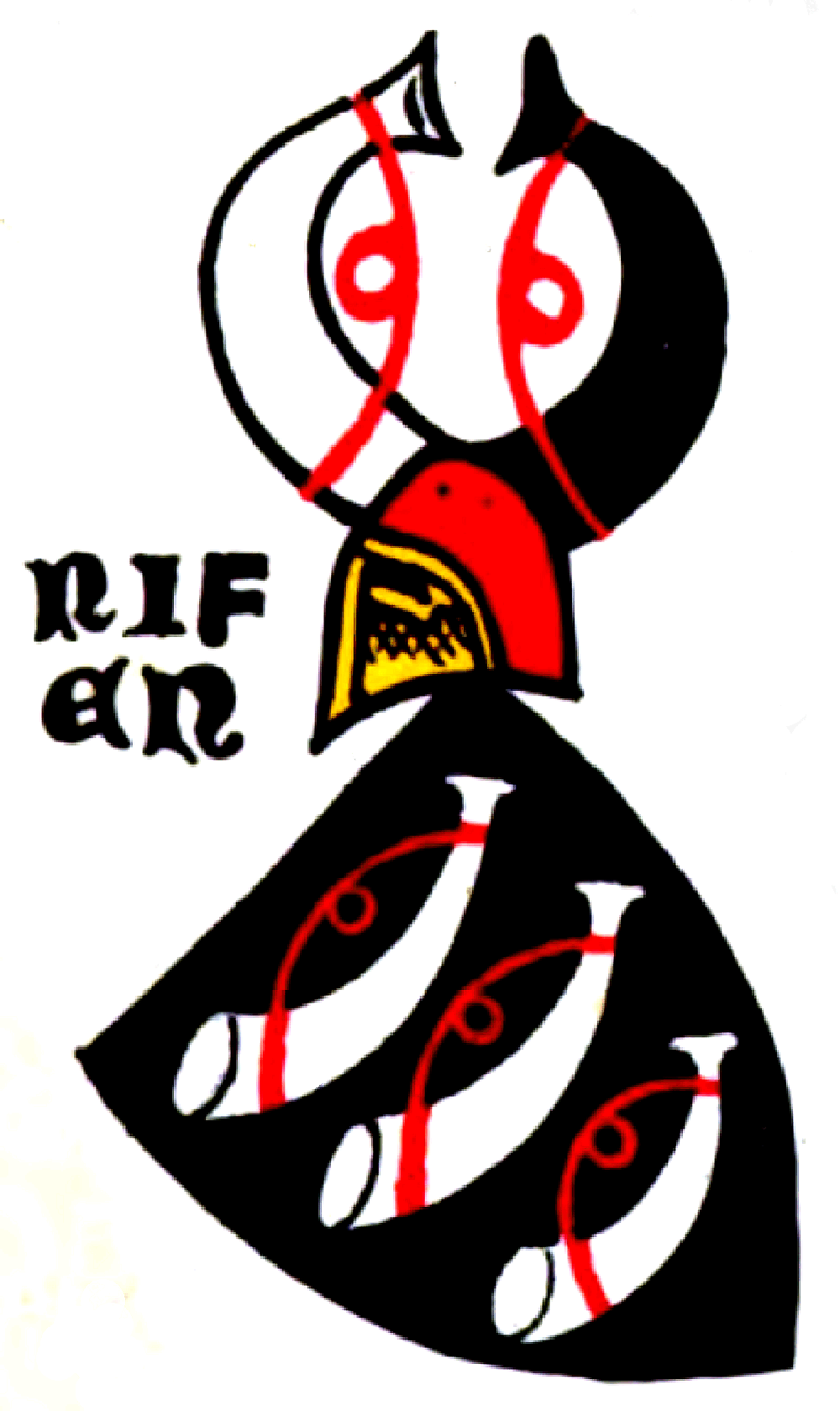
Wappen derer von Neiffen (Nifen) in der Zürcher Wappenrolle von ca. 1340

Die Herren von Neuffen (ältere Schreibweise von Neifen oder von Neyffen) waren eine Adelsfamilie schwäbischer Grafen, die im 12. und 13. Jahrhundert zu den wichtigsten Familien im Herzogtum Schwaben gehörten.

## Geschichte
Das Geschlecht taucht in den Quellen erstmals mit Mangold von Sulmetingen aus dem edelfreien Geschlecht der Herren von Sulmentingen auf, der als Anhänger der päpstlichen Partei im Investiturstreit zwischen 1100 und 1120 die Burg Hohenneuffen erbaute. Durch die Heirat mit Mathilde aus der Familie der Grafen von Urach verband er sich mit einem der wichtigen schwäbischen Adelsgeschlechter.
Mangolds Sohn Egino benannte sich als erster der Familie nach der Burg Neuffen. Er und seine Nachkommen sind mehrfach im Gefolge der Welfen und Zähringer zu finden. Über Bertholds I. Heirat mit Adelheid, der Tochter des letzten Grafen von Gammertingen fiel ihm 1170 die Grafschaft Achalm und der Grafentitel zu. 
Im letzten Jahrzehnt des 12. Jahrhunderts vollzog die Familie unter Berthold I. einen Schwenk hin zu den Stauferherzögen von Schwaben, Bertholds gleichnamiger Sohn wurde Protonotar Friedrichs II. und Bischof von Brixen, seine beiden weiteren Söhne Heinrich und Albert sind ebenfalls häufig am Königshof bezeugt. In der späten Regierungszeit Friedrichs sind Heinrich und seine Söhne jedoch auf der Seite der Gegner des Kaisers zu finden und unterstützen zuerst den Aufstand Heinrichs (VII.), später den Papst und den Gegenkönig Heinrich Raspe.
Die Hauptlinie der Familie erlosch bereits mit Heinrichs Söhnen Heinrich II. und Gottfried von Neuffen. Ihr Besitz, die Grafschaften Neuffen und Achalm, fielen an die von Albert begründete Marstetter Linie. Zwar verkaufte Alberts Enkel Berthold IV. 1284 die Burg Neuffen an seinen Schwager Konrad von Weinsberg, jedoch gelang es ihm ansonsten, den Familienbesitz um Weißenhorn zu konsolidieren. Er selbst heiratete mit Jutta die Erbtochter des Grafen Gottfried von Marstetten, seinen Sohn Albert II. konnte er mit Elisabeth, Erbtochter des Grafen Berthold III. von Graisbach, vermählen. Aus dieser Ehe ging mit Berthold V. das wohl bedeutendste Mitglied der Familie hervor. Er war als Reichsvikar für Italien und Hauptmann von Oberbayern einer der engsten Vertrauten Kaiser Ludwigs des Bayern.
Bertholds einziger legitimer Sohn Berthold konnte als Domherr zu Augsburg die Linie genauso wenig fortsetzen wie der illegitime Sohn Konrad von Weißenhorn. Die Töchter Elisabeth und Margarete traten als Äbtissin von Niederschönenfeld bzw. Klarissin zu München ebenfalls in den geistlichen Stand. Bertholds dritte Tochter Anna schließlich heiratete Friedrich den Weisen, so dass die Allodialgüter der Familie wie die Grafschaften Marstetten und Graisbach an die Wittelsbacher fielen.

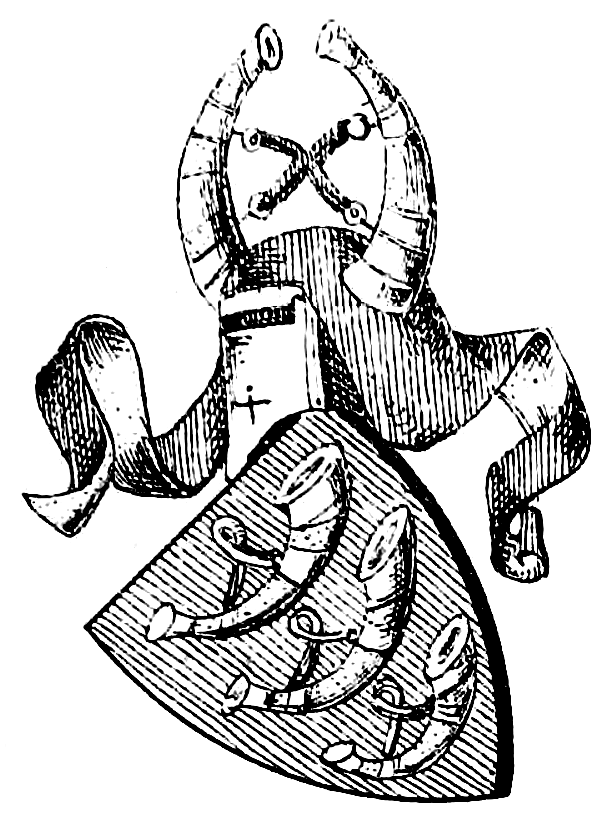
Wappen derer von Neifen in Siebmachers Wappenbüchern (1911)

## Wappen
Das Wappen zeigt drei Hifthörner mit Schnüren. Man findet sie in verschiedenen Kolorierungen, so etwa in Silber mit roten Schnüren auf blauem Schild oder in Gold mit silbernen Schnüren auf rotem Schild. Das Wappen in Nikolaus Thomans Weissenhorner Chronik zeigt silberne Hörner mit goldenen Schnüren auf rotem Grund. Die Zürcher Wappenrolle wiederum zeigt drei silberne Hifthörner mit roten Schnüren in Schwarz. Auf dem Helm zwei solche Hifthörner.

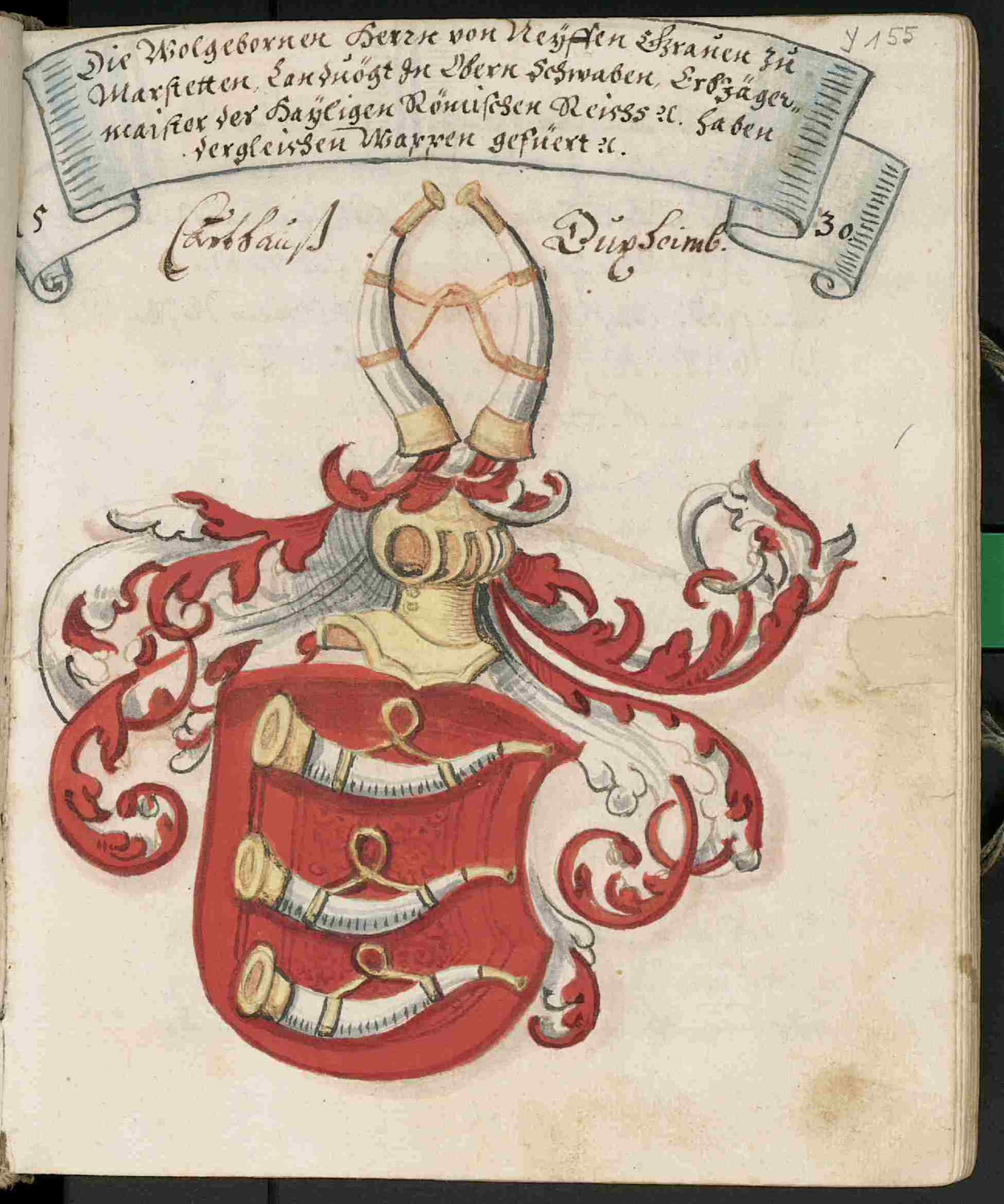
Wappen der Herren von Neyffen, Grafen zu Marstetten, 1530 In: Nikolaus Thoman: Chronik von Weissenhorn, Manuskript [um 1600]. Kantonsbibliothek Thurgau, Y 155. Provenienz: Kartause Buxheim.

## Stammliste

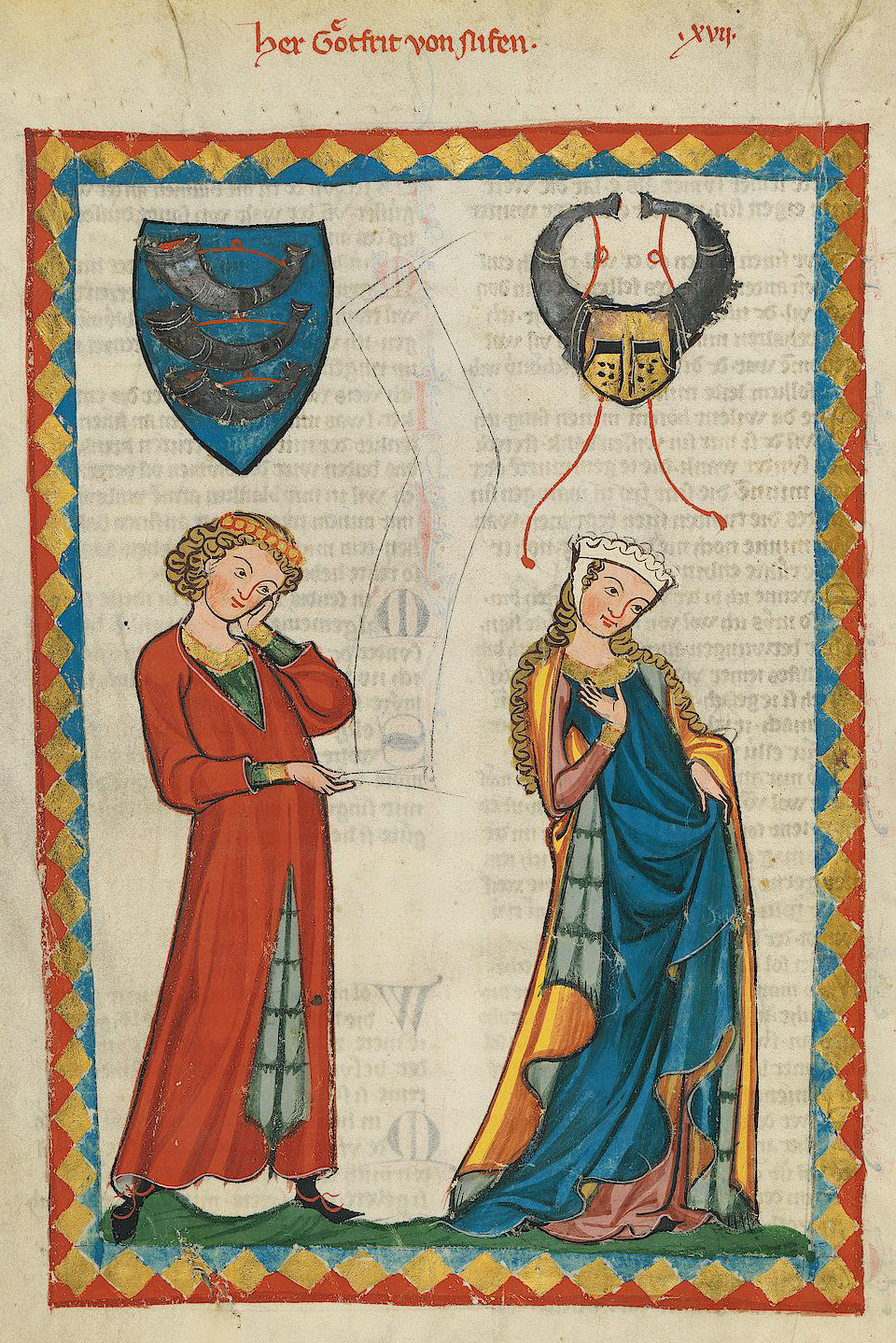
Gottfried von Neifen im Codex Manesse, ca. 1310

1. Mangold († 11. August 1122), Herr von Sulmetingen
⚭ Mathilde, Tochter Graf Eginos von Urach
  1. Egino († nach 1147),  Graf von Neuffen
⚭ Werntrud
  2. Liutfried († nach 1160), Graf von Neuffen
⚭ N.N.
    1. Bertold I., (1160–1221), Graf von Weißenhorn, Neuffen und Achalm
⚭ Adelheid († nach 1208), Tochter Adalberts II., Graf von Achalm-Hettingen
      1. Mathilde († 1225), Äbtissin des Stifts Obermünster in Regensburg
      2. Berthold († 1224), Protonotar Friedrichs II. und Bischof von Brixen
      3. Adelheid (* um 1170/75 † um 1240),
1. ⚭ Konrad III. Graf von Heiligenberg († 1208); 2. ⚭ Gottfried Graf von Sigmaringen-Helfenstein († 1241)
      4. Heinrich I. (um 1200–1246), Graf von Neuffen und Achalm
⚭ Adelheid, Tochter Gottfrieds, Graf von Winnenden
        1. Heinrich II. († nach 1275)
          1. filia (Anna ?)
⚭ Wernhard von Schaunberg
          2. Bertold IV. († 1292)
          3. Albert III. († nach 1287)
          4. Rudolf
          5. Liutgard († 1299)
⚭ Konrad IV. der Jüngere von Weinsberg

        2. Bertold († nach 1258), Domherr zu Augsburg
        3. Jutta († 1237)
⚭ Konrad von Winterstetten, Reichsschenk
        4. Gottfried († nach 1259), Minnesänger,
⚭ Mechthild
          1. Rudolf
          2. Maria
⚭ Ulrich, von Magenheim

        5. Adelheid († 1248)
⚭ Egino V., Graf von Freiburg und Urach

      5. Albert I. (1216–1245), Graf von Neuffen
⚭ Liutgard von Eberstein
        1. Bertold II. († nach 1274)
⚭ Berchta, Tochter Gottfrieds, Graf von Marstetten
          1. Bertold III.
          2. Gottfried († 1315), Propst von St. Moritz zu Augsburg
          3. Mechthild († nach 1267)
(I) ⚭ Rudolf III., Graf von Rapperswil; (II) ⚭ Hugo I., Graf von Werdenberg
          4. Elisabeth († 1304), Äbtissin des Klosters Baindt

        2. Albert II. († 1306)
⚭ Elisabeth, Tochter Bertolds III., Graf von Graisbach
          1. Elisabeth († nach 1354)
⚭ Ulrich von Abenberg
          2. Bertold V. († 1342)
(I) ⚭ Elisabeth, Tochter Ulrichs, Graf von Truhendingen;  (II) ⚭ Agnes, Tochter Friedrichs IV., Burggraf von Nürnberg[3]
            1. (I) Elisabeth († nach 1333)
⚭ Gebhard von Hohenlohe in Brauneck
            2. (I) Berthold, Domherr zu Augsburg
            3. (II) Anna († 1380)
⚭ Friedrich, Herzog von Bayern-Landshut
            4. (I) Elisabeth  († nach 1376), Äbtissin von Kloster Niederschönenfeld
            5. (I) Margarete († 1403), Klarissin zu München
            6. (?) Konrad von Weißenhorn († nach 1378)

          3. Klara († 1339)
⚭ Johannes I. von Waldburg, Reichstruchsess
          4. Anna († nach 1337), Äbtissin von Kloster Niederschönfeld
          5. Hedwig († 1342)
⚭ Konrad von Gundolfingen
          6. Elisabeth
⚭ Hermann Spät von Faimingen
          7. Uta
⚭ Konrad der Biedermann von Rechberg zu Staufeneck

        3. Konrad, Domherr zu Augsburg
        4. Uta
⚭ Eberhard, Graf von Kirchberg

  3. Ulrich († vor 1150), Mönch im Kloster Zwiefalten
  4. Mathilde († vor 1150) Nonne im Kloster Zwiefalten